# Nasino
Nasino (ligur nyelven Naxìn) település Olaszországban, Liguria régióban, Savona megyében. Lakosainak száma 171 fő (2023. január 1.). Nasino Alto, Castelbianco, Garessio, Onzo, Ranzo, Erli, Ormea és Aquila d’Arroscia községekkel határos.

## Népesség
A település lakossága az elmúlt években az alábbi módon változott:
| Lakosok száma | 201  | 193  | 171  |
|               | 2017 | 2018 | 2023 |